# 利根川真也
利根川 真也（とねがわ しんや、1982年11月22日 - ）は、NHKのアナウンサー。

## 人物
山梨県出身。山梨学院大学附属高等学校、上智大学理工学部卒業後、2006年4月入局。2019年4月から東京アナウンス室勤務。2024年9月より、かねてから代役で出演経験のあった正午ニュースのキャスターに就任した。初担当となった9月20日にはトップニュースで大谷翔平のMLB史上初のシーズン「50本塁打、50盗塁」達成のニュースを伝えたほか、18時のニュースでは元大関・貴景勝引退の一報を伝えた。

## 嗜好・挿話
幼少期からスキー、スノーボードに打ち込む。趣味は神社参拝で、特に松江放送局時代であった2015年2月時点では、島根県内にある20箇所の神社を制覇していた。
妻は元NHK BSニュースキャスターの工藤紋子。

## 現在の担当番組
- 正午のニュース（金曜 - 日曜・祝日キャスター[4]：2024年9月20日 - ）
  - 関東甲信ローカルニュース（土日祝：12:10 - 12:15）も兼務
  - 定時ニュース（午前11時（金曜・平日のみ）、午後1時、午後3時（土日・祝日のみ）、午後6時）及び緊急報道対応（午前11時 - 午後7時）も兼務
- 午後LIVE ニュースーン（金曜ニュースリーダー：2024年9月27日 - ）

## 過去の担当番組
盛岡放送局時代（2006年度 - 2010年度）
- 岩手のニュース・中継・リポート
- おばんですいわて（代理キャスター）
- 盛岡文士劇『〜文人たちが演じる新撰組〜』（2007年2月10日）
- ドキュメント挑戦『クラウン笑タイム〜岩手県一関市〜』（2009年2月17日）
- 民謡をたずねて岩手県・金ヶ崎町（2009年7月4日、11日、18日）
- ワンダフル東北『とうほく童話朗読紀行』（2010年1月15日）
- 民謡をたずねて岩手県・藤沢町（2010年5月15日、22日、29日）
- 生中継ふるさと一番!
  - 『900年の歴史!南部鉄器 名工の技〜岩手県奥州市〜』（2010年9月1日）
  - 『全部見せます!地方競馬の舞台裏〜岩手県奥州市〜』（2010年9月2日）
- 語りと幻想の舞台『遠野物語ふるさとからあなたへ』（2011年1月29日）

松江放送局時代（2011年度 - 2015年度）
- 島根のニュース・中継・リポート
- 第46回衆議院議員総選挙開票速報（島根）キャスター（2012年12月16日）
- 松江市長選挙開票速報 キャスター（2013年4月21日）
- 第23回参議院議員通常選挙開票速報（島根）キャスター（2013年7月21日）
- NHK BSニュース（2013年9月9日 - 9月13日）
- しまねっとNEWS610（キャスター・2011年4月4日 - 2014年3月28日）
- おはよう島根（不定期・2014年3月31日 - 2015年2月）
- しまねっと845
- あさイチ
  - 『JAPAなび 松江・隠岐諸島』（2014年7月3日）
  - 『プレミアムトーク 亀梨和也』（2015年1月23日）
- ひるブラ
  - 『心身キレイに美肌の温泉街!〜島根県松江市 玉造温泉〜』（2013年10月14日）
  - 『パワー全開!元気島〜島根・隠岐の島町（おきのしまちょう）』（2014年11月11日）
  - 『島のカッパを探せ!島根・隠岐の島町〜』（2014年12月22日）
- 民謡をたずねて島根県邑南町（2014年12月6日、13日、20日）
- FIFA女子ワールドカップ2015（実況）

佐賀放送局時代（2016年度 - 2018年度）
- NHKニュースおはよう日本（代理キャスター：4:30 - 6:00）（2018年8月13日 - 17日）
- あさイチ（代理リポーター）（2018年11月1日 - 6日）
- ニュースただいま佐賀（キャスター・2018年4月 - 2019年3月29日）[注釈 1]
- ニュースおかえり佐賀845
- 佐賀のニュース・中継・リポート
- ひるブラ
  - 『身も心もうれし〜の温泉!〜佐賀・嬉野市〜』（2016年12月7日）
  - 『水路で遊ぶよ どこまでも〜佐賀・佐賀市〜』（2017年10月4日）
- うまいッ!『辛味が少ないくて甘い!・たまねぎ〜佐賀県白石町〜』（2017年6月4日）
- あさイチ
  - 『JAPA-NAVI 佐賀』（2018年3月29日）
  - 『知っておきたい!大きく変わったうつ病治療』（2018年10月31日）
  - 『クイズとくもり ほこり掃除の新常識』（2018年11月6日）

東京アナウンス室時代（2019年度 - ）　
- NHKニュースおはよう日本（5時台キャスター：5:00 - 6:00）（2019年4月15日 - 2021年3月26日）
  - 佐藤克樹、塩田慎二との1週間ごとのローテーション
- 土曜・祝日午前5時、6時台の定時ニュース（不定期）
  - 早朝担当の場合、NHKニュースおはよう日本のニュースリーダーも業務。
- NHKニュースおはよう日本（ニュースリーダー：2021年3月31日 - 2022年4月1日）（平日）
  - ニュース・気象情報〔午前10時〕も業務（祝日を除く月曜 - 金曜）
  - 高瀬耕造の代理キャスター（6時台、7時台：6:00 - 8:00）（2021年11月2日、4日、5日、8日 - 12日、2022年1月11日 - 14日）
- NHKニュース7
  - 代理サブキャスター（2019年8月10日、11日、12日、12月7日、8日、2020年9月12日）[注釈 2]
  - 高井正智の代理キャスター（2024年8月16日 - 18日、12月20日 - 22日、2025年2月28日、3月21日・22日）
  - 今井翔馬の代理キャスター（2025年6月22日、8月16日 - 17日）
- BS1スペシャル
  - パンデミックは収束するのか ～世界の専門家が大激論～（BS1、2020年5月17日）司会
- ニュースきょう一日（糸井羊司の代理のナレーション、ニュースリーダー：2020年12月2日）
  - スイーツ頂上決戦２０２３ チームＪＡＰＡＮ世界一への挑戦（BS1、2023年9月26日）ナレーション
- ニュース（午前6時）佐藤俊吉の代理キャスター（2021年8月13日）
- サイエンスZERO （ナレーション：2020年4月12日 - 2022年3月13日）
- 正午のニュース
  - 佐藤誠太の代理キャスター（2020年8月8日、10日、2021年10月31日）
  - 合原明子の代理キャスター（2020年8月9日、9月13日、2021年2月28日、2025年8月4日 - 7日、12日 - 14日）
  - 中山果奈の代理キャスター（2022年7月10日：第26回参議院議員通常選挙開票速報サブキャスター担当に伴う措置、2024年4月11日、6月5日、7月10日、22日 - 25日、8月5日 - 7日、8月26日 - 29日、11月11日、12月4日、12月23日、2025年1月14日 - 16日）
  - 糸井羊司の代理キャスター（2022年7月21日、22日、8月1日 - 5日、2023年7月31日、11月8日、9日）
  - 池田伸子の代理キャスター（2023年9月22日）
- NHKニュースおはよう日本 佐藤俊吉の代理キャスター（5時台：5:00 - 6:00）（2021年12月13日）[注釈 3]
- ニュースLIVE! ゆう5時（糸井羊司の代理ニュースリーダー）（2022年8月1日 - 4日）
- ニュース きん5時（大阪放送局制作、糸井羊司の代理ニュースリーダー）（2022年8月5日）
- これって攻めすぎ!?世界旅行（ナレーション：2022年8月14日 - 2023年2月19日）[注釈 4][注釈 5]
- コズミックフロント（ナレーション、2023年4月 - 11月）[5]
- ニュースウオッチ9（ナレーション、ニュースリーダー：2022年4月4日 - 2024年9月18日）[5][6][注釈 6]
  - 糸井羊司の代理（2020年12月2日）
- サタデーウオッチ9（ナレーション、ニュースリーダー：2023年4月15日 - 2024年8月3日）[5][6][注釈 6]
- ニュース・気象情報（平日14時台 - 16時台・不定期）（2019年度 - 2020年度、2022年度 - 2024年度）
- 出川哲朗のクイズほぉ〜スクール（ナレーション、2023年4月3日 - 2025年3月10日）[5][6]
- NHKスペシャル 未完のバトン プロローグ 放送１００年 そのとき日本人は（ナレーション・2025年3月22日）